# دامن (آلمان)
دامن (به آلمانی: Dahmen) یک شهر در آلمان است که در روشتوک واقع شده‌است. دامن ۶۰۰ نفر جمعیت دارد.